# Porsche 911
Porsche 911 är en sportbil, tillverkad av den tyska biltillverkaren Porsche från 1963 och framåt.
Modellen hette från början 901 men namnet ändrades till 911 efter att Peugeot gripit in för att skydda sina modellnamn. 911:an ersatte Porsches 50-talsmodell Porsche 356. Betydligt svårare har det visat sig vara att i sin tur pensionera 911:an till förmån för nyare modeller. Porsche har lanserat ett antal tänkta efterträdare (till exempel Porsche 928) men ingen har konkurrerat ut 911:an. Modellnamnet 911 är så starkt att det används i marknadsföringen av bilens arvtagare, som dock har egna modellnamn:
- Porsche 964 (1989-93)
- Porsche 993 (1994-98)
- Porsche 996 (1997-2005)
- Porsche 997 (2004-2013)
- Porsche 991 (2011-19)
- Porsche 992 (2019- )

## Bakgrund
I slutet av femtiotalet planerade Porsche att bygga en större, fyrsitsig bil. Projekt 695 ledde fram till en prototyp, ritad av Butzi Porsche, innan man bestämde sig för att satsa på en mer renodlad sportbil istället.
Projekt 901 behöll grunddragen från Porsche 356, med en svansmonterad, luftkyld boxermotor och torsionsfjädring. Men den nya bilen var betydligt större och modernare än företrädaren och ärvde ingen teknik från 356:an. Motorn fick sex cylindrar, för en mer sofistikerad gång och nya hjulupphängningar gav bättre vägegenskaper.
När Butzi Porsche ritade karossen till den nya bilen, behöll han fronten från 695:an näst intill oförändrad, men ritade en ny coupé-taklinje kombinerad med en sluttande akter.

## Porsche 911 (1963-73)

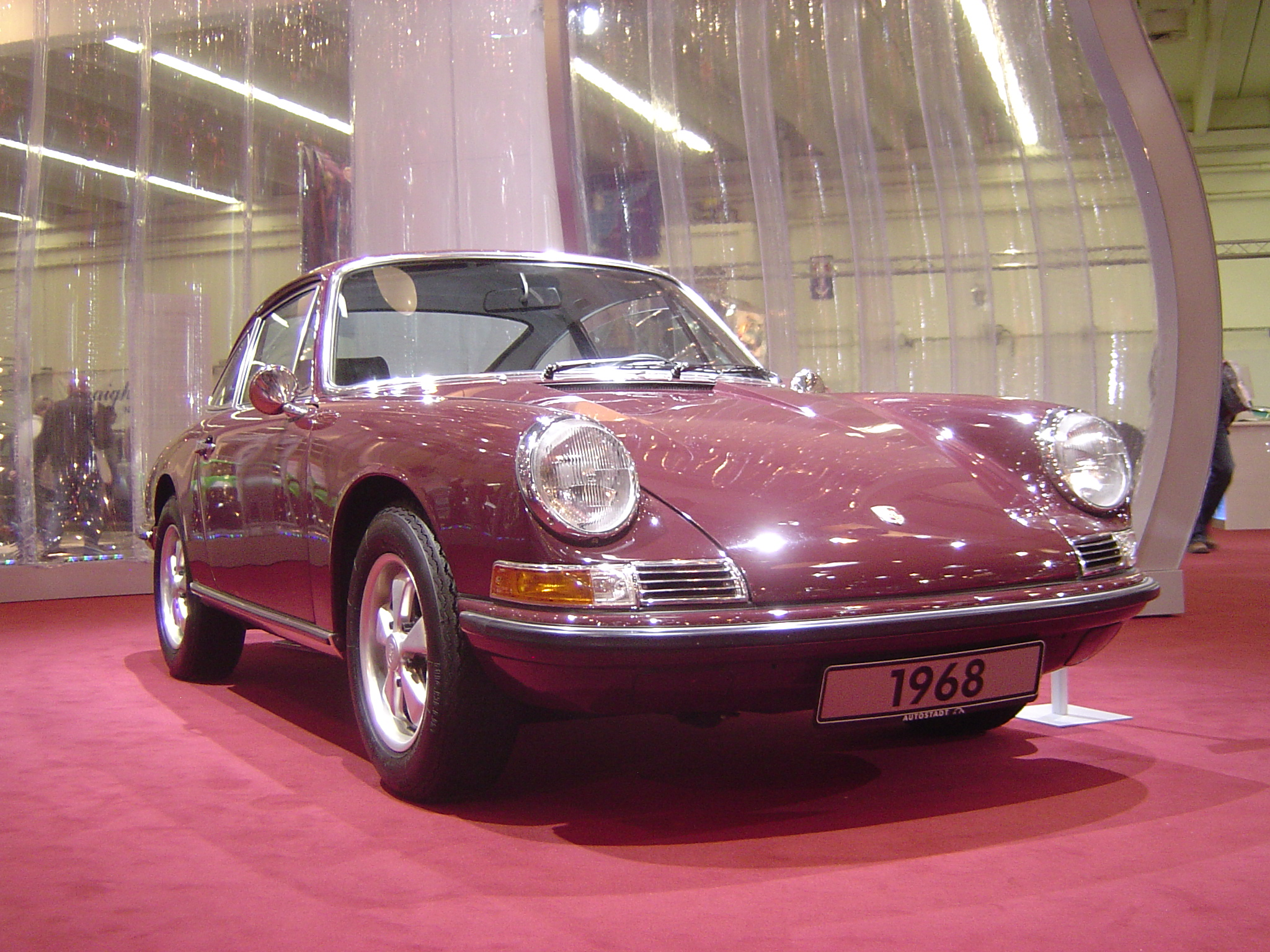
Klassisk Porsche 911.

Porsche 901 presenterades på bilsalongen IAA i september 1963, men produktionsstarten dröjde ett år, fram till hösten 1964, då bilen bytt namn till Porsche 911.
Första året såldes bara en enda variant, men i september 1965 introducerades den halvöppna modellen Targa. Taksektionen över framsätena gick att ta bort, liksom bakrutan, som var gjord av plast de första åren. Kvar blev en kraftig båge över baksätet, som skyddade passagerarna vid en olycka.
Hösten 1966 tillkom den sportigare 911S. Förutom den starkare motorn, hade den krängningshämmare bak och de lättmetallfälgar från Otto Fuchs som senare blivit så karaktäristiska för 911-modellen.
Hösten 1967 förlängdes hjulbasen, vilket förbättrade vägegenskaperna. En enklare tredje modell, 911T, kompletterade programmet nedåt och en halvautomatisk växellåda, kallad Sportomatic, erbjöds som tillval.
I september 1969 förstorades motorn till 2,2 liter och två år senare, i september 1971 ännu en gång till 2,3 liter. Anledningen var att behålla prestandan, trots allt strängare avgasreningskrav på Porsches viktigaste marknad, USA.
Den svenska polisen förvärvade under åren  1965-1972 sammanlagt tretton stycken Porsche 911/912 för användning främst inom trafikövervakningen. Det var en av polisens 911:or som användes för att snabbt transportera justitieminister Lennart Geijer från sitt sommarställe utanför Malmö till Bulltofta flygplats i samband med flygkapningen där 1972.

### Tekniska data
| Porsche 911:                   | 911 (1964-67)                                                                   | 911 L (1967-68)                                                                 | 911 T (1967-69)                                                                 | 911 E (1968-69)                                                                 | 911 S (1966-69)                                                                 | 911 T 2.2 (1969-71)                                                             | 911 E 2.2 (1969-71)                                                             | 911 S 2.2 (1969-71)                                                             | 911 T 2.4 (1971-73)                                                             | 911 E 2.4 (1971-73)                                                             | 911 S 2.4 (1971-73)                                                             |
| ------------------------------ | ------------------------------------------------------------------------------- | ------------------------------------------------------------------------------- | ------------------------------------------------------------------------------- | ------------------------------------------------------------------------------- | ------------------------------------------------------------------------------- | ------------------------------------------------------------------------------- | ------------------------------------------------------------------------------- | ------------------------------------------------------------------------------- | ------------------------------------------------------------------------------- | ------------------------------------------------------------------------------- | ------------------------------------------------------------------------------- |
| Motor:                         | 6-cyl boxermotor                                                                | 6-cyl boxermotor                                                                | 6-cyl boxermotor                                                                | 6-cyl boxermotor                                                                | 6-cyl boxermotor                                                                | 6-cyl boxermotor                                                                | 6-cyl boxermotor                                                                | 6-cyl boxermotor                                                                | 6-cyl boxermotor                                                                | 6-cyl boxermotor                                                                | 6-cyl boxermotor                                                                |
| Cylindervolym:                 | 1991 cm³                                                                        | 1991 cm³                                                                        | 1991 cm³                                                                        | 1991 cm³                                                                        | 1991 cm³                                                                        | 2195 cm³                                                                        | 2195 cm³                                                                        | 2195 cm³                                                                        | 2341 cm³                                                                        | 2341 cm³                                                                        | 2341 cm³                                                                        |
| Borrning x slaglängd:          | 80,0 x 66,0 mm                                                                  | 80,0 x 66,0 mm                                                                  | 80,0 x 66,0 mm                                                                  | 80,0 x 66,0 mm                                                                  | 80,0 x 66,0 mm                                                                  | 84,0 x 66,0 mm                                                                  | 84,0 x 66,0 mm                                                                  | 84,0 x 66,0 mm                                                                  | 84,0 x 70,4 mm                                                                  | 84,0 x 70,4 mm                                                                  | 84,0 x 70,4 mm                                                                  |
| Max effekt vid varvtal:        | 130 hk vid 6 100 v/min                                                          | 130 hk vid 6 100 v/min                                                          | 110 hk vid 5 800 v/min                                                          | 140 hk vid 6 500 v/min                                                          | 160/170 hk vid 6 800 v/min                                                      | 125 hk vid 5 800 v/min                                                          | 155 hk vid 6 200 v/min                                                          | 180 hk vid 6 500 v/min                                                          | 130 hk vid 5 600 v/min                                                          | 165 hk vid 6 200 v/min                                                          | 190 hk vid 6 500 v/min                                                          |
| Max vridmoment vid varvtal:    | 174 Nm vid 4 200 v/min                                                          | 174 Nm vid 4 200 v/min                                                          | 157 Nm vid 4 200 v/min                                                          | 175 Nm vid 4 500 v/min                                                          | 182 Nm vid 5 500 v/min                                                          | 176 Nm vid 4 200 v/min                                                          | 191 Nm vid 4 500 v/min                                                          | 199 Nm vid 5 200 v/min                                                          | 196 Nm vid 4 000 v/min                                                          | 206 Nm vid 4 500 v/min                                                          | 216 Nm vid 5 200 v/min                                                          |
| Kompressionsförhållande:       | 9,0 : 1                                                                         | 9,0 : 1                                                                         | 8,6 : 1                                                                         | 9,1 : 1                                                                         | 9,9 : 1                                                                         | 8,6 : 1                                                                         | 9,1 : 1                                                                         | 9,8 : 1                                                                         | 7,5 : 1                                                                         | 8,0 : 1                                                                         | 8,5 : 1                                                                         |
| Ventilstyrning:                | En överliggande kamaxel per cylinderrad                                         | En överliggande kamaxel per cylinderrad                                         | En överliggande kamaxel per cylinderrad                                         | En överliggande kamaxel per cylinderrad                                         | En överliggande kamaxel per cylinderrad                                         | En överliggande kamaxel per cylinderrad                                         | En överliggande kamaxel per cylinderrad                                         | En överliggande kamaxel per cylinderrad                                         | En överliggande kamaxel per cylinderrad                                         | En överliggande kamaxel per cylinderrad                                         | En överliggande kamaxel per cylinderrad                                         |
| Kylning:                       | Luftkylning                                                                     | Luftkylning                                                                     | Luftkylning                                                                     | Luftkylning                                                                     | Luftkylning                                                                     | Luftkylning                                                                     | Luftkylning                                                                     | Luftkylning                                                                     | Luftkylning                                                                     | Luftkylning                                                                     | Luftkylning                                                                     |
| Växellåda:                     | 5-växlad växellåda                                                              | 5-växlad växellåda                                                              | 4-växlad växellåda                                                              | 5-växlad växellåda                                                              | 5-växlad växellåda                                                              | 5-växlad växellåda                                                              | 5-växlad växellåda                                                              | 5-växlad växellåda                                                              | 5-växlad växellåda                                                              | 5-växlad växellåda                                                              | 5-växlad växellåda                                                              |
| Bromsar:                       | Skivbromsar runt om                                                             | Skivbromsar runt om                                                             | Skivbromsar runt om                                                             | Skivbromsar runt om                                                             | Skivbromsar runt om                                                             | Skivbromsar runt om                                                             | Skivbromsar runt om                                                             | Skivbromsar runt om                                                             | Skivbromsar runt om                                                             | Skivbromsar runt om                                                             | Skivbromsar runt om                                                             |
| Hjulupphängning fram:          | Undre tvärlänkar, stötdämparben, längsgående torsionsstavar                     | Undre tvärlänkar, stötdämparben, längsgående torsionsstavar                     | Undre tvärlänkar, stötdämparben, längsgående torsionsstavar                     | Undre tvärlänkar, stötdämparben, längsgående torsionsstavar                     | Undre tvärlänkar, stötdämparben, längsgående torsionsstavar                     | Undre tvärlänkar, stötdämparben, längsgående torsionsstavar                     | Undre tvärlänkar, stötdämparben, längsgående torsionsstavar                     | Undre tvärlänkar, stötdämparben, längsgående torsionsstavar                     | Undre tvärlänkar, stötdämparben, längsgående torsionsstavar                     | Undre tvärlänkar, stötdämparben, längsgående torsionsstavar                     | Undre tvärlänkar, stötdämparben, längsgående torsionsstavar                     |
| Hjulupphängning bak:           | Fyrledad drivaxel, snett bakåtriktade triangellänkar, tvärgående torsionsstavar | Fyrledad drivaxel, snett bakåtriktade triangellänkar, tvärgående torsionsstavar | Fyrledad drivaxel, snett bakåtriktade triangellänkar, tvärgående torsionsstavar | Fyrledad drivaxel, snett bakåtriktade triangellänkar, tvärgående torsionsstavar | Fyrledad drivaxel, snett bakåtriktade triangellänkar, tvärgående torsionsstavar | Fyrledad drivaxel, snett bakåtriktade triangellänkar, tvärgående torsionsstavar | Fyrledad drivaxel, snett bakåtriktade triangellänkar, tvärgående torsionsstavar | Fyrledad drivaxel, snett bakåtriktade triangellänkar, tvärgående torsionsstavar | Fyrledad drivaxel, snett bakåtriktade triangellänkar, tvärgående torsionsstavar | Fyrledad drivaxel, snett bakåtriktade triangellänkar, tvärgående torsionsstavar | Fyrledad drivaxel, snett bakåtriktade triangellänkar, tvärgående torsionsstavar |
| Kaross:                        | Självbärande stålkaross                                                         | Självbärande stålkaross                                                         | Självbärande stålkaross                                                         | Självbärande stålkaross                                                         | Självbärande stålkaross                                                         | Självbärande stålkaross                                                         | Självbärande stålkaross                                                         | Självbärande stålkaross                                                         | Självbärande stålkaross                                                         | Självbärande stålkaross                                                         | Självbärande stålkaross                                                         |
| Spårvidd fram/bak:             | 1367/1335 mm                                                                    | 1367/1335 mm                                                                    | 1367/1335 mm                                                                    | 1367/1335 mm                                                                    | 1367/1335 mm                                                                    | 1362/1343 mm                                                                    | 1374/1355 mm                                                                    | 1374/1355 mm                                                                    | 1362/1343 mm                                                                    | 1372/1354 mm                                                                    | 1372/1355 mm                                                                    |
| Hjulbas:                       | 2211 mm                                                                         | 2211 mm (från 1968 2268 mm)                                                     | 2211 mm (från 1968 2268 mm)                                                     | 2268 mm                                                                         | 2211 mm (från 1968 2268 mm)                                                     | 2268 mm                                                                         | 2268 mm                                                                         | 2268 mm                                                                         | 2271 mm                                                                         | 2271 mm                                                                         | 2271 mm                                                                         |
| Fälgar, däck:                  | 5,5J x 15 med 165 HR15                                                          | 5,5J x 15 med 165 HR15                                                          | 5,5J x 15 med 165 HR15                                                          | 6J x 15 med 185/70 VR15                                                         | 6J x 15 med 185/70 VR15                                                         | 5,5J x 15 med 165 HR15                                                          | 6J x 15 med 185/70 VR15                                                         | 6J x 15 med 185/70 VR15                                                         | 5,5J x 15 med 165 HR15                                                          | 6J x 15 med 185/70 VR15                                                         | 6J x 15 med 185/70 VR15                                                         |
| Längd x bredd x höjd:          | 4163 x 1610 x 1320 mm                                                           | 4163 x 1610 x 1320 mm                                                           | 4163 x 1610 x 1320 mm                                                           | 4163 x 1610 x 1320 mm                                                           | 4163 x 1610 x 1320 mm                                                           | 4163 x 1610 x 1320 mm                                                           | 4163 x 1610 x 1320 mm                                                           | 4163 x 1610 x 1320 mm                                                           | 4163 x 1610 x 1320 mm                                                           | 4163 x 1610 x 1320 mm                                                           | 4163 x 1610 x 1320 mm                                                           |
| Tomvikt:                       | 1080 kg                                                                         | 1080 kg                                                                         | 1080 kg                                                                         | 1080 kg                                                                         | 1030 kg                                                                         | 1110 kg                                                                         | 1110 kg                                                                         | 1110 kg                                                                         | 1050 kg                                                                         | 1075 kg                                                                         | 1075 kg                                                                         |
| Topphastighet:                 | 210 km/h                                                                        | 210 km/h                                                                        | 205 km/h                                                                        | 215 km/h                                                                        | 225 km/h                                                                        | 205 km/h                                                                        | 215 km/h                                                                        | 225 km/h                                                                        | 205 km/h                                                                        | 220 km/h                                                                        | 230 km/h                                                                        |
| Acceleration 0 – 100 km/h:     | 9,0 s                                                                           | 9,0 s                                                                           | 10,0 s                                                                          | 9,0 s                                                                           | 8,0 s                                                                           | 10,0 s                                                                          | 9,0 s                                                                           | 8,0 s                                                                           | 10,0 s                                                                          | 8,5 s                                                                           | 7,5 s                                                                           |
| Bränsleförbrukning per 100 km: | 13,5 / 15,0 l                                                                   | 13,5 / 15,0 l                                                                   | 14,5 l                                                                          | 15,0 l                                                                          | 15,5 l                                                                          | 14,5 l                                                                          | 15,5 l                                                                          | 16,0 l                                                                          | 15,0 l                                                                          | 16,0 l                                                                          | 17,0 l                                                                          |

## Porsche 911G (1973-89)

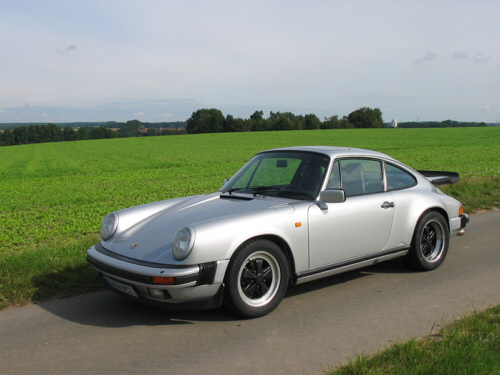
Porsche 911 Carrera 3,2-liters.

I september 1973 genomgick 911:an den största yttre uppdateringen under tillverkningstiden. Nya stötfångare, anpassade efter lagkrav på USA-marknaden, förändrade bilens utseende, speciellt i kombination med att alltfler kromade dekorlister ersattes av svartlackerad dekor. Motorn förstorades återigen, nu till 2,7 liter. De tre grundmodellerna kallades nu 911, 911S och 911 Carrera.
Hösten 1976 fick Carrera-modellen en trelitersmotor, men redan ett år senare ersattes hela 911-programmet av en enda modell, 911 SC.
Under resten av sjuttiotalet satsade Porsche sina resurser på frontmotor-bilarna, medan 911:an lämnades utan uppdateringar. Avsikten var att med tiden ersätta den gamla svansmotor-modellen, men kunderna ville annorlunda och efterfrågan var fortsatt hög. Efter förändringar i företagsledningen hösten 1980 beslutade Porsche att lyssna på kunderna och åter satsa på 911:an. Första resultatet av nysatsningen visades på Internationella Bilsalongen i Genève 1982, när Porsche presenterade en tredje karossvariant, en helöppen cabriolet.
Hösten 1983 förstorades motorn en sista gång, till 3,2 liter och bilen bytte namn till 911 Carrera.
Den sista utvecklingen av den ursprungliga 911-serien blev den öppna Speedster, som tillverkades första halvåret 1989. Bilen var inspirerad av 356-modellen med samma namn och hade liksom sin föregångare en opraktiskt låg vindruta och en mycket enkel sufflett. Med tillverkningen av Speedstern gick den klassiska 911:an i graven, då efterträdaren Porsche 964 redan börjat tillverkas.

### Tekniska data
| Porsche 911:                   | 911 (1973-75)                                                                   | 911 (1975-78)                                                                   | 911 S (1973-77)                                                                 | 911 Carrera 2.7 (1973-76)                                                       | 911 Carrera 3.0 (1976-77)                                                       | 911 SC (1977-79)                                                                | 911 SC (1979-80)                                                                | 911 SC (1980-83)                                                                | 911 Carrera 3.2 (1983-89)                                                       | 911 Carrera 3.2 (Katalysator)                                                   |
| ------------------------------ | ------------------------------------------------------------------------------- | ------------------------------------------------------------------------------- | ------------------------------------------------------------------------------- | ------------------------------------------------------------------------------- | ------------------------------------------------------------------------------- | ------------------------------------------------------------------------------- | ------------------------------------------------------------------------------- | ------------------------------------------------------------------------------- | ------------------------------------------------------------------------------- | ------------------------------------------------------------------------------- |
| Motor:                         | 6-cyl boxermotor                                                                | 6-cyl boxermotor                                                                | 6-cyl boxermotor                                                                | 6-cyl boxermotor                                                                | 6-cyl boxermotor                                                                | 6-cyl boxermotor                                                                | 6-cyl boxermotor                                                                | 6-cyl boxermotor                                                                | 6-cyl boxermotor                                                                | 6-cyl boxermotor                                                                |
| Cylindervolym:                 | 2687 cm³                                                                        | 2687 cm³                                                                        | 2687 cm³                                                                        | 2687 cm³                                                                        | 2993 cm³                                                                        | 2993 cm³                                                                        | 2993 cm³                                                                        | 2993 cm³                                                                        | 3164 cm³                                                                        | 3164 cm³                                                                        |
| Borrning x slaglängd:          | 90,0 x 70,4 mm                                                                  | 90,0 x 70,4 mm                                                                  | 90,0 x 70,4 mm                                                                  | 90,0 x 70,4 mm                                                                  | 95,0 x 70,4 mm                                                                  | 95,0 x 70,4 mm                                                                  | 95,0 x 70,4 mm                                                                  | 95,0 x 70,4 mm                                                                  | 95,0 x 74,4 mm                                                                  | 95,0 x 74,4 mm                                                                  |
| Max effekt vid varvtal:        | 150 hk vid 5 700 v/min                                                          | 165 hk vid 5 800 v/min                                                          | 175 hk vid 5 800 v/min                                                          | 210 hk vid 6 200 v/min                                                          | 200 hk vid 6 000 v/min                                                          | 180 hk vid 5 500 v/min                                                          | 188 hk vid 5 500 v/min                                                          | 204 hk vid 5 900 v/min                                                          | 231 hk vid 5 900 v/min                                                          | 207/217 hk vid 5 900 v/min                                                      |
| Max vridmoment vid varvtal:    | 235 Nm vid 3 800 v/min                                                          | 235 Nm vid 4 000 v/min                                                          | 235 Nm vid 4 000 v/min                                                          | 255 Nm vid 5 100 v/min                                                          | 255 Nm vid 4 200 v/min                                                          | 265 Nm vid 4 200 v/min                                                          | 265 Nm vid 4 200 v/min                                                          | 267 Nm vid 4 300 v/min                                                          | 284 Nm vid 4 800 v/min                                                          | 265 Nm vid 4 800 v/min                                                          |
| Kompressionsförhållande:       | 8,0 : 1                                                                         | 8,5 : 1                                                                         | 8,5 : 1                                                                         | 8,5 : 1                                                                         | 8,5 : 1                                                                         | 8,5 : 1                                                                         | 8,6 : 1                                                                         | 9,8 : 1                                                                         | 10,3 : 1                                                                        | 9,5 : 1                                                                         |
| Ventilstyrning:                | En överliggande kamaxel per cylinderrad                                         | En överliggande kamaxel per cylinderrad                                         | En överliggande kamaxel per cylinderrad                                         | En överliggande kamaxel per cylinderrad                                         | En överliggande kamaxel per cylinderrad                                         | En överliggande kamaxel per cylinderrad                                         | En överliggande kamaxel per cylinderrad                                         | En överliggande kamaxel per cylinderrad                                         | En överliggande kamaxel per cylinderrad                                         | En överliggande kamaxel per cylinderrad                                         |
| Kylning:                       | Luftkylning                                                                     | Luftkylning                                                                     | Luftkylning                                                                     | Luftkylning                                                                     | Luftkylning                                                                     | Luftkylning                                                                     | Luftkylning                                                                     | Luftkylning                                                                     | Luftkylning                                                                     | Luftkylning                                                                     |
| Kraftöverföring:               | 4-växlad växellåda, bakhjulsdrift                                               | 4-växlad växellåda, bakhjulsdrift                                               | 4-växlad växellåda, bakhjulsdrift                                               | 4-växlad växellåda, bakhjulsdrift                                               | 5-växlad växellåda, bakhjulsdrift                                               | 5-växlad växellåda, bakhjulsdrift                                               | 5-växlad växellåda, bakhjulsdrift                                               | 5-växlad växellåda, bakhjulsdrift                                               | 5-växlad växellåda, bakhjulsdrift                                               | 5-växlad växellåda, bakhjulsdrift                                               |
| Bromsar:                       | Skivbromsar                                                                     | Skivbromsar                                                                     | Skivbromsar                                                                     | Ventilerade skivbromsar                                                         | Ventilerade skivbromsar                                                         | Ventilerade skivbromsar                                                         | Ventilerade skivbromsar                                                         | Ventilerade skivbromsar                                                         | Ventilerade skivbromsar                                                         | Ventilerade skivbromsar                                                         |
| Hjulupphängning fram:          | Undre tvärlänkar, stötdämparben, längsgående torsionsstavar                     | Undre tvärlänkar, stötdämparben, längsgående torsionsstavar                     | Undre tvärlänkar, stötdämparben, längsgående torsionsstavar                     | Undre tvärlänkar, stötdämparben, längsgående torsionsstavar                     | Undre tvärlänkar, stötdämparben, längsgående torsionsstavar                     | Undre tvärlänkar, stötdämparben, längsgående torsionsstavar                     | Undre tvärlänkar, stötdämparben, längsgående torsionsstavar                     | Undre tvärlänkar, stötdämparben, längsgående torsionsstavar                     | Undre tvärlänkar, stötdämparben, längsgående torsionsstavar                     | Undre tvärlänkar, stötdämparben, längsgående torsionsstavar                     |
| Hjulupphängning bak:           | Fyrledad drivaxel, snett bakåtriktade triangellänkar, tvärgående torsionsstavar | Fyrledad drivaxel, snett bakåtriktade triangellänkar, tvärgående torsionsstavar | Fyrledad drivaxel, snett bakåtriktade triangellänkar, tvärgående torsionsstavar | Fyrledad drivaxel, snett bakåtriktade triangellänkar, tvärgående torsionsstavar | Fyrledad drivaxel, snett bakåtriktade triangellänkar, tvärgående torsionsstavar | Fyrledad drivaxel, snett bakåtriktade triangellänkar, tvärgående torsionsstavar | Fyrledad drivaxel, snett bakåtriktade triangellänkar, tvärgående torsionsstavar | Fyrledad drivaxel, snett bakåtriktade triangellänkar, tvärgående torsionsstavar | Fyrledad drivaxel, snett bakåtriktade triangellänkar, tvärgående torsionsstavar | Fyrledad drivaxel, snett bakåtriktade triangellänkar, tvärgående torsionsstavar |
| Kaross:                        | Självbärande stålkaross                                                         | Självbärande stålkaross                                                         | Självbärande stålkaross                                                         | Självbärande stålkaross                                                         | Självbärande stålkaross                                                         | Självbärande stålkaross                                                         | Självbärande stålkaross                                                         | Självbärande stålkaross                                                         | Självbärande stålkaross                                                         | Självbärande stålkaross                                                         |
| Spårvidd fram/bak:             | 1360/1342 mm                                                                    | 1369/1354 mm                                                                    | 1372/1354 mm                                                                    | 1372/1380 mm                                                                    | 1369/1380 mm                                                                    | 1369/1379 mm                                                                    | 1369/1379 mm                                                                    | 1369/1379 mm                                                                    | 1372/1380 mm                                                                    | 1372/1380 mm                                                                    |
| Hjulbas:                       | 2271 mm                                                                         | 2272 mm                                                                         | 2271 mm                                                                         | 2271 mm                                                                         | 2272 mm                                                                         | 2272 mm                                                                         | 2272 mm                                                                         | 2272 mm                                                                         | 2272 mm                                                                         | 2272 mm                                                                         |
| Fälgar, däck:                  | 5,5J x 15 med 165 HR15                                                          | 6J x 15 med 185/70 VR15                                                         | 6J x 15 med 185/70 VR15                                                         | Fram: 6J x 15 med 185/70 VR15 Bak: 7J x 15 med 215/60 VR15                      | Fram: 6J x 15 med 185/70 VR15 Bak: 7J x 15 med 215/60 VR15                      | Fram: 6J x 15 med 185/70 VR15 Bak: 7J x 15 med 215/60 VR15                      | Fram: 6J x 15 med 185/70 VR15 Bak: 7J x 15 med 215/60 VR15                      | Fram: 6J x 15 med 185/70 VR15 Bak: 7J x 15 med 215/60 VR15                      | Fram: 6J x 16 med 205/55 ZR16 Bak: 8J x 16 med 225/50 ZR16                      | Fram: 6J x 16 med 205/55 ZR16 Bak: 8J x 16 med 225/50 ZR16                      |
| Längd x bredd x höjd:          | 4291 x 1610 x 1320 mm                                                           | 4291 x 1610 x 1320 mm                                                           | 4291 x 1610 x 1320 mm                                                           | 4291 x 1652 x 1320 mm (alla utom Speedster)                                     | 4291 x 1652 x 1320 mm (alla utom Speedster)                                     | 4291 x 1652 x 1320 mm (alla utom Speedster)                                     | 4291 x 1652 x 1320 mm (alla utom Speedster)                                     | 4291 x 1652 x 1320 mm (alla utom Speedster)                                     | 4291 x 1652 x 1320 mm (alla utom Speedster)                                     | 4291 x 1652 x 1320 mm (alla utom Speedster)                                     |
| Tomvikt:                       | 1075 kg                                                                         | 1120 kg                                                                         | 1075 kg                                                                         | 1075 kg                                                                         | 1120 kg                                                                         | 1160 kg (Coupé)                                                                 | 1160 kg (Coupé)                                                                 | 1180 kg (Coupé)                                                                 | 1210 kg (Coupé)                                                                 | 1210 kg (Coupé)                                                                 |
| Topphastighet:                 | 210 km/h                                                                        | 215 km/h                                                                        | 225 km/h                                                                        | 240 km/h                                                                        | 235 km/h                                                                        | 225 km/h                                                                        | 225 km/h                                                                        | 235 km/h                                                                        | 245 km/h                                                                        | 240 km/h                                                                        |
| Acceleration 0 – 100 km/h:     | 8,5 s                                                                           | 7,8 s                                                                           | 7,6 s                                                                           | 6,3 s                                                                           | 6,5 s                                                                           | 7,0 s                                                                           | 7,0 s                                                                           | 6,5 s                                                                           | 6,1 s                                                                           | 6,5 s                                                                           |
| Bränsleförbrukning per 100 km: | 14,0 l                                                                          | 15,0 l                                                                          | 15,0 l                                                                          | 17,0 l                                                                          | 17,0 l                                                                          | 17,0 l                                                                          | 17,0 l                                                                          | 15,5 l                                                                          | 15,0 l                                                                          | 16,0 l                                                                          |

## Porsche 911 Carrera RS (1972-74, 1984-89)

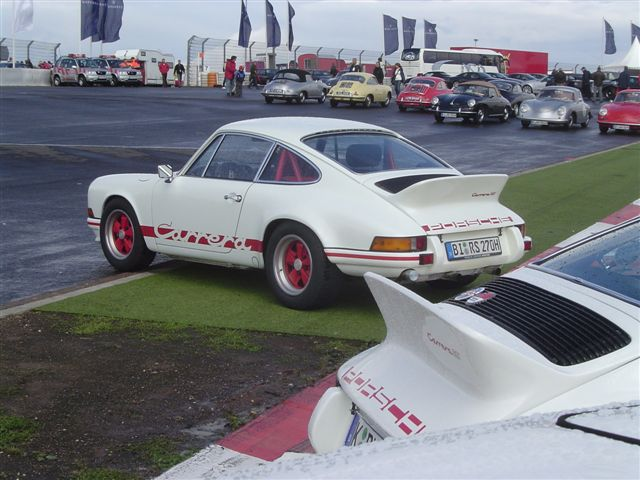
Porsche 911 Carrera RS 2,7-liters.

Porsche tillverkade ett antal tävlingsversioner av 911:an, med namnet Carrera RS, där RS står för Rennsport, eller motorsport.
Först ut var Carrera RS 2.7 från 1972. Förutom den större motorn, hade bilen lättats cirka 100 kg genom att ta bort mycket av komfortutrustningen och använda tunnare karosspaneler. Bilen utmärktes, förutom av stora dekaler med texten ”Carrera”, av spoilers fram och bak. Den fasta bakspoilern var en del av motorluckan, gjuten i glasfiber.
Under 1973 och 1974 tillverkades den vidareutvecklade Carrera RS 3.0, med större motor, större bromsar och ännu större spoilers.
1984 tillverkades Carrera SC/RS, med breddad 930-kaross, större bromsar och chassi-delar från sjuttiotalets RS-bilar.
Under 911-modellens sista år erbjöds den även i Club Sport (CS)-utförande. Motorn var original, men genom att ta bort mycket av komfortutrustningen minskades vikten cirka 50 kg.
- Se även: Porsche 911 Carrera RSR.

### Tekniska data
| Motor:                         | 6-cyl boxermotor                                                                | 6-cyl boxermotor                                                                | 6-cyl boxermotor                                                                | 6-cyl boxermotor                                                                |                                                                                 |                                                                                 |                                                                                 |                                                                                 |                                                                                 |                                                                                 |
| Cylindervolym:                 | 2687 cm³                                                                        | 2993 cm³                                                                        | 2993 cm³                                                                        | 3164 cm³                                                                        |                                                                                 |                                                                                 |                                                                                 |                                                                                 |                                                                                 |                                                                                 |
| Borrning x slaglängd:          | 90,0 x 70,4 mm                                                                  | 95,0 x 70,4 mm                                                                  | 95,0 x 70,4 mm                                                                  | 95,0 x 74,4 mm                                                                  |                                                                                 |                                                                                 |                                                                                 |                                                                                 |                                                                                 |                                                                                 |
| Max effekt vid varvtal:        | 210 hk vid 6 300 v/min                                                          | 230 hk vid 6 200 v/min                                                          | 250 hk vid 7 000 v/min                                                          | 231 hk vid 5 900 v/min                                                          |                                                                                 |                                                                                 |                                                                                 |                                                                                 |                                                                                 |                                                                                 |
| Max vridmoment vid varvtal:    | 255 Nm vid 5 100 v/min                                                          | 274 Nm vid 5 000 v/min                                                          |                                                                                 | 284 Nm vid 4 800 v/min                                                          |                                                                                 |                                                                                 |                                                                                 |                                                                                 |                                                                                 |                                                                                 |
| Kompression:                   | 8,5 : 1                                                                         | 9,8 : 1                                                                         |                                                                                 | 10,3 : 1                                                                        |                                                                                 |                                                                                 |                                                                                 |                                                                                 |                                                                                 |                                                                                 |
| Ventilstyrning:                | En överliggande kamaxel per cylinderrad                                         | En överliggande kamaxel per cylinderrad                                         | En överliggande kamaxel per cylinderrad                                         | En överliggande kamaxel per cylinderrad                                         |                                                                                 |                                                                                 |                                                                                 |                                                                                 |                                                                                 |                                                                                 |
| Kylning:                       | Luftkylning                                                                     | Luftkylning                                                                     | Luftkylning                                                                     | Luftkylning                                                                     |                                                                                 |                                                                                 |                                                                                 |                                                                                 |                                                                                 |                                                                                 |
| Kraftöverföring:               | 5-växlad växellåda, bakhjulsdrift                                               | 5-växlad växellåda, bakhjulsdrift                                               | 5-växlad växellåda, bakhjulsdrift                                               | 5-växlad växellåda, bakhjulsdrift                                               |                                                                                 |                                                                                 |                                                                                 |                                                                                 |                                                                                 |                                                                                 |
| Bromsar:                       | Ventilerade skivbromsar                                                         | Ventilerade skivbromsar                                                         | Ventilerade skivbromsar                                                         | Ventilerade skivbromsar                                                         |                                                                                 |                                                                                 |                                                                                 |                                                                                 |                                                                                 |                                                                                 |
| Hjulupphängning fram:          | Undre tvärlänkar, stötdämparben, längsgående torsionsstavar                     | Undre tvärlänkar, stötdämparben, längsgående torsionsstavar                     | Undre tvärlänkar, stötdämparben, längsgående torsionsstavar                     | Undre tvärlänkar, stötdämparben, längsgående torsionsstavar                     | Undre tvärlänkar, stötdämparben, längsgående torsionsstavar                     | Undre tvärlänkar, stötdämparben, längsgående torsionsstavar                     | Undre tvärlänkar, stötdämparben, längsgående torsionsstavar                     | Undre tvärlänkar, stötdämparben, längsgående torsionsstavar                     | Undre tvärlänkar, stötdämparben, längsgående torsionsstavar                     | Undre tvärlänkar, stötdämparben, längsgående torsionsstavar                     |
| Hjulupphängning bak:           | Fyrledad drivaxel, snett bakåtriktade triangellänkar, tvärgående torsionsstavar | Fyrledad drivaxel, snett bakåtriktade triangellänkar, tvärgående torsionsstavar | Fyrledad drivaxel, snett bakåtriktade triangellänkar, tvärgående torsionsstavar | Fyrledad drivaxel, snett bakåtriktade triangellänkar, tvärgående torsionsstavar | Fyrledad drivaxel, snett bakåtriktade triangellänkar, tvärgående torsionsstavar | Fyrledad drivaxel, snett bakåtriktade triangellänkar, tvärgående torsionsstavar | Fyrledad drivaxel, snett bakåtriktade triangellänkar, tvärgående torsionsstavar | Fyrledad drivaxel, snett bakåtriktade triangellänkar, tvärgående torsionsstavar | Fyrledad drivaxel, snett bakåtriktade triangellänkar, tvärgående torsionsstavar | Fyrledad drivaxel, snett bakåtriktade triangellänkar, tvärgående torsionsstavar |
| Kaross:                        | Självbärande stålkaross med fast bakspoiler                                     | Självbärande stålkaross med fast bakspoiler                                     | Självbärande stålkaross med fast bakspoiler                                     | Självbärande stålkaross med fast bakspoiler                                     |                                                                                 |                                                                                 |                                                                                 |                                                                                 |                                                                                 |                                                                                 |
| Spårvidd fram/bak:             | 1372/1394 mm                                                                    | 1369/1380 mm                                                                    | 1369/1379 mm                                                                    | 1372/1380 mm                                                                    |                                                                                 |                                                                                 |                                                                                 |                                                                                 |                                                                                 |                                                                                 |
| Hjulbas:                       | 2271 mm                                                                         | 2271 mm                                                                         | 2272 mm                                                                         | 2272 mm                                                                         |                                                                                 |                                                                                 |                                                                                 |                                                                                 |                                                                                 |                                                                                 |
| Fälgar, däck:                  | Fram: 6J x 15 med 185/70 VR15 Bak: 7J x 15 med 215/60 VR15                      | Fram: 8J x 15 med 215/60 VR15 Bak: 9J x 15 med 235/60 VR15                      | Fram: 7J x 16 med 205/55 VR16 Bak: 9J x 16 med 245/45 VR16                      | Fram: 6J x 16 med 205/55 ZR16 Bak: 7J x 16 med 225/50 ZR16                      |                                                                                 |                                                                                 |                                                                                 |                                                                                 |                                                                                 |                                                                                 |
| Längd x bredd x höjd:          | 4163 x 1652 x 1320 mm                                                           | 4235 x 1775 x 1320 mm                                                           | 4291 x 1775 x 1320 mm                                                           | 4291 x 1652 x 1320 mm                                                           |                                                                                 |                                                                                 |                                                                                 |                                                                                 |                                                                                 |                                                                                 |
| Tomvikt:                       | ca. 975 kg (Sportutf.) ca. 1075 kg (Landsvägsutf.)                              | 900 kg (Sportutf.) 1060 kg (Landsvägsutf.)                                      | 1057 kg                                                                         | 1160 kg                                                                         |                                                                                 |                                                                                 |                                                                                 |                                                                                 |                                                                                 |                                                                                 |
| Topphastighet:                 | 245 km/h                                                                        | 240 km/h                                                                        |                                                                                 | 245 km/h                                                                        |                                                                                 |                                                                                 |                                                                                 |                                                                                 |                                                                                 |                                                                                 |
| Acceleration 0 – 100 km/h:     | 5,8 s                                                                           | 5,2 s                                                                           |                                                                                 | 5,9 s                                                                           |                                                                                 |                                                                                 |                                                                                 |                                                                                 |                                                                                 |                                                                                 |
| Bränsleförbrukning per 100 km: | 18,0 l                                                                          | 19,5 l                                                                          |                                                                                 | 15,0 l                                                                          |                                                                                 |                                                                                 |                                                                                 |                                                                                 |                                                                                 |                                                                                 |